# Lincoln County (Nevada)
Lincoln County je okres na jihovýchodě státu Nevada ve Spojených státech amerických. Žije zde přibližně 4 500 obyvatel. Správním sídlem okresu je Pioche, přičemž v okrese se nachází jediná obec (město Caliente) a všechna ostatní sídla leží v nezařazeném území. Celková rozloha okresu činí 27 550 km². Založen byl roku 1866 a pojmenován byl podle amerického prezidenta Abrahama Lincolna.
Okres hraničí na východě se státem Utah.

## Sousední okresy
| Růžice kompasu |              | White Pine County       | Millard County (UT)                                        | Růžice kompasu |
| Růžice kompasu | Nye County   | Sever                   | Washington County (UT) Beaver County (UT) Iron County (UT) | Růžice kompasu |
| Růžice kompasu | Nye County   | Lincoln County (Nevada) | Washington County (UT) Beaver County (UT) Iron County (UT) | Růžice kompasu |
| Růžice kompasu | Nye County   | Jih                     | Washington County (UT) Beaver County (UT) Iron County (UT) | Růžice kompasu |
| Růžice kompasu | Clark County |                         |                                                            | Růžice kompasu |